# Stomatopora johnstoni
Stomatopora johnstoni är en mossdjursart. Stomatopora johnstoni ingår i släktet Stomatopora och familjen Stomatoporidae. Utöver nominatformen finns också underarten S. j. elongata.